# Kasper Stadaas
Kasper Stadaas, född 21 februari 1994, är en norsk längdskidåkare som tävlar i långloppscupen Ski Classics.

## Karriär
Stadaas placerade han sig på en tredjeplats i Vasaloppet år 2023. Han har sammanlagt vunnit sju Ski Classics-lopp. Säsongen 2023/2024 kom han på en andraplats totalt i Ski Classics .